# Francesco Ciniglio
Francesco Ciniglio (* 5. März 1989 in Neapel) ist ein italienischer Jazzmusiker (Schlagzeug, Komposition).

## Leben und Wirken
Ciniglio begann mit sechs Jahren unter der Anleitung von Sergio Di Natale Schlagzeug zu spielen. Mit 21 Jahren zog er nach New York und erwarb am City College of New York den Bachelor of Fine Arts im Jazzstudiengang. In dieser Zeit hatte er Unterricht bei John Patitucci, Fred Hersch, Mike Holober, Dan Carillo und Scott Reeves; außerdem nahm er privaten Schlagzeugunterricht bei Gregory Hutchinson.
2015 nahm Ciniglio mit Aaron Parks (Piano) und Joe Sanders am Kontrabass sein Debütalbum Wood (Fresh Sound New Talent) auf, das neben seinen Eigenkompositionen Jazzstandards (wie „Dance of the Infidels“) und freie Improvisationen enthält. Seitdem arbeitete er mit Musikern wie Shai Maestro, Dayna Stephens, Seamus Blake, Joel Frahm, Donny McCaslin, Scott Colley, Sheila Jordan, John Ellis, Mark Sherman, Vincent Gardner, Wayne Tucker, Melissa Aldana, Jure Pukl, Dida Pelled, Alexander Claffy, Harish Raghavan, Ari Roland, Mike Karn, Cyrille Aimée und Rasmus Sørensen, außerdem mit Musikern der italienischen Jazzszene wie Stefano Di Battista, Rosario Giuliani, Alessandro Presti, Alessandro Lanzoni, Gabriele Evangelista und Daniele Tittarelli. 2019 tourte er mit dem Quintett von Noam Wiesenberg (mit Philip Dizack, Ben van Gelder, Gadi Lehavi) in Deutschland.
Mitte 2020 nahm Ciniglio sein zweites Album The Locomotive Suite auf, das auf Whirlwind Recordings erschien. Der Kritiker des [Down Beat] lobte „die Subtilität und trügerische Einfachheit“ seiner Kompositionen auf einem Album, das sich „durch die Frische seiner strukturellen Palette“ auszeichne. Die Einbeziehung von Vibraphon und Bassklarinette erinnere gelegentlich sehr an Eric Dolphys Out to Lunch! (1964), schrieb Brian Priestley in Jazzwise, „vielleicht etwas weniger energiegeladen, aber stark darin, unterschiedliche Stimmungen hervorzurufen, und mit unterschiedlichen Texturen“.
Ciniglio lebt in New York City und ist Schlagzeuger des Artist Diploma Ensembles an der Juilliard School of Music, mit einem Vollstipendium.
Im Bereich des Jazz war er laut Tom Lord zwischen 2015 und 2021 an fünf Aufnahmesessions beteiligt, u. a. mit Raynald Colom (A Million Dreams, mit Tony Tixier, Joe Sanders), Rasmus Sorensen und Daniele Germani.

## Diskographische Hinweise
- The Locomotive Suite (2020) mit Raynald Colom, Matteo Pastorino, Matt Chalk, Alexis Valet, Felix Moseholm